# Live After Death (album Homo Twist)
Live after death – dwupłytowy album zespołu Homo Twist, wydany w 2002 roku, będący zapisem utworów wykonanych podczas trasy koncertowej w 2000 roku.

## Lista utworów
Źródło.
| CD 1 | CD 1                          | CD 1    |
| Nr   | Tytuł utworu                  | Długość |
| ---- | ----------------------------- | ------- |
| 1.   | „Alicja”                      | 4:18    |
| 2.   | „Mandela”                     | 4:05    |
| 3.   | „Nikt z nikąd”                | 4:30    |
| 4.   | „Norwid”                      | 3:40    |
| 5.   | „Techno i porno”              | 4:57    |
| 6.   | „Portfel ojca”                | 6:30    |
| 7.   | „Ach proszę pani”             | 3:22    |
| 8.   | „Syf”                         | 5:23    |
| 9.   | „Twist Again”                 | 3:54    |
| 10.  | „Monti Revan”                 | 3:36    |
| 11.  | „Trzy kurwy świata pieniądza” | 3:28    |
| 12.  | „Arkadiusz”                   | 4:06    |
| 13.  | „Krzysio”                     | 7:00    |
| 14.  | „Open Yo Cza Cza” (teledysk)  | 1:47    |
|      |                               | 1:00:36 |

| CD 2 | CD 2                          | CD 2    |
| Nr   | Tytuł utworu                  | Długość |
| ---- | ----------------------------- | ------- |
| 1.   | „Coś”                         | 4:05    |
| 2.   | „Narkomanka”                  | 5:38    |
| 3.   | „Walka o pokój”               | 3:09    |
| 4.   | „Demony”                      | 7:27    |
| 5.   | „Ten Years After”             | 10:45   |
| 6.   | „Krew na butach”              | 2:58    |
| 7.   | „Bema pamięci żałobny rapsod” | 9:17    |
| 8.   | „Spider”                      | 5:26    |
| 9.   | „Pieniądze”                   | 4:35    |
| 10.  | „Jamajka”                     | 5:09    |
| 11.  | „Petarda”                     | 4:59    |
| 12.  | „Open Yo Cza Cza”             | 3:10    |
|      |                               | 1:06:38 |

## Twórcy
- Olaf Deriglasoff – gitara basowa
- Arthur Hajdasz – perkusja
- Maciej Maleńczuk – gitara, śpiew